# Гребенской Мост
Гребенской Мост — село в Хасавюртовском районе Дагестана. Входит в состав сельского поселения сельсовет Октябрьский.

## География
Располагалось к северо-западу от районного центра города Хасавюрт, на границе с Чечнёй, на правом берегу реки Терек.
Ближайшие населённые пункты: на северо-востоке — сёла Уцмиюрт и Дзержинское, на северо-западе — село Воскресеновское и станица Гребенская, на юго-востоке — село Октябрьское, на юго-западе — село Кемсиюрт.

## Население
| 1970 | 1989 | 2002 | 2010 | 2021 |
| ---- | ---- | ---- | ---- | ---- |
| 40   | ↘0   | →0   | →0   | ↗7   |